# 岩手県道145号大槌停車場線

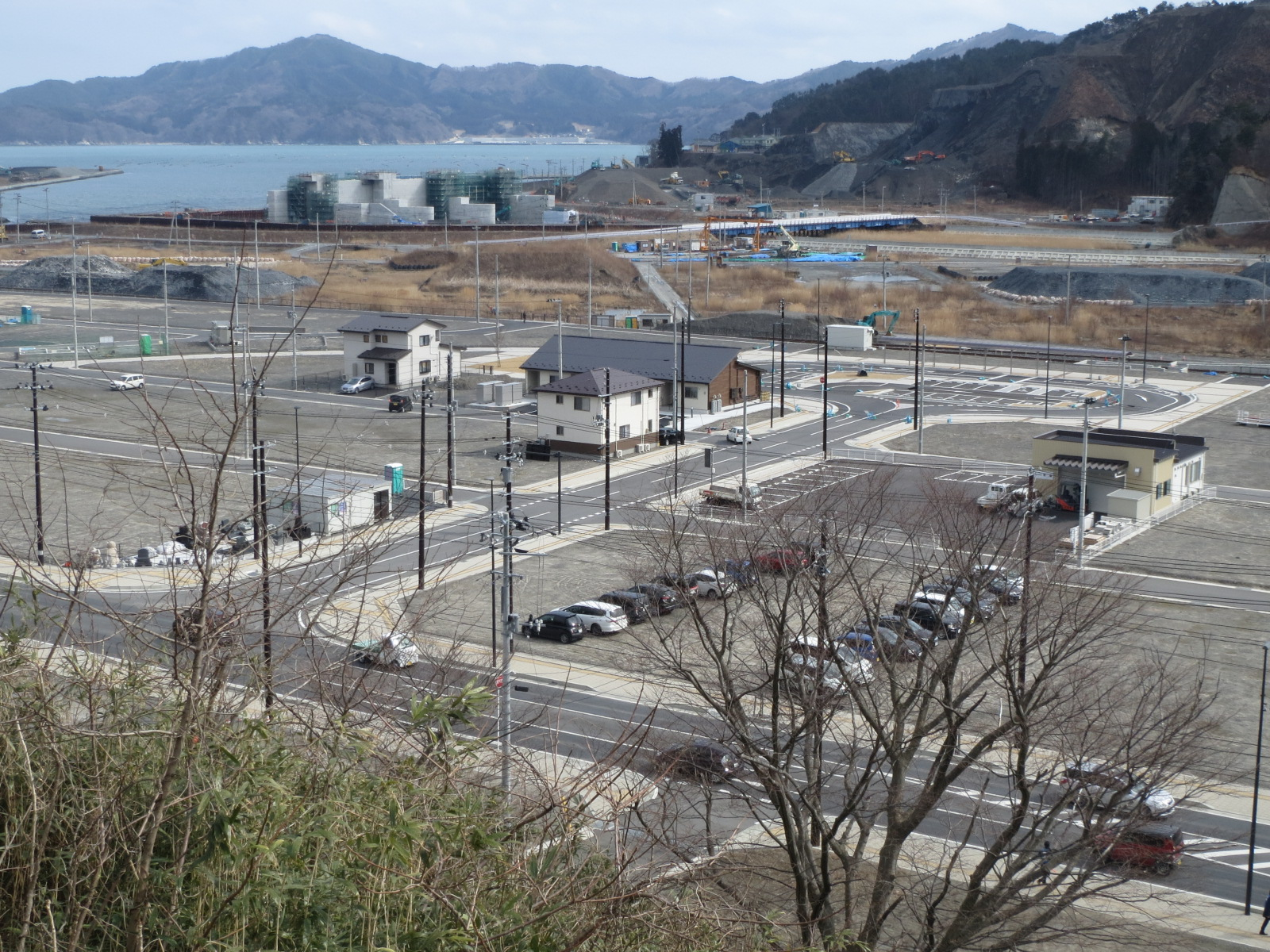
西側の丘から俯瞰した大槌停車場線
（2018年3月撮影）

岩手県道145号大槌停車場線（いわてけんどう145ごう おおつちていしゃじょうせん）は、岩手県上閉伊郡大槌町を通る一般県道である。

## 概要
大槌駅が2011年（平成23年）3月11日に被災したことにより、当道も大きな被害を受けた。復旧工事に伴い、周辺の整備が行われており、鉄道の営業が休止していたため駅へ接続する道路としては利用されていなかった。
2019年（平成31年）3月23日に三陸鉄道の駅として再開されたため、当道も駅へ接続する道路としての役割を再開した。

### 路線データ
- 起点：大槌停車場（大槌駅）
- 終点：大槌町本町（岩手県道280号大槌小鎚線交点）

## 地理

### 通過する自治体
- 上閉伊郡大槌町

### 交差する道路
- 岩手県道280号大槌小鎚線

### 沿線の施設など
- 三陸鉄道リアス線大槌駅